# Francisco Pérez Carballo
Francisco Pérez Carballo (Madrid, 1911 - La Corunya, Galícia, 24 de juliol de 1936) va ser un advocat, professor universitari i polític espanyol.

## Biografia
Va estudiar a l'institut Cardenal Cisneros, de Madrid. Llicenciat en Dret i Filosofia i Lletres, durant la seva etapa universitària va ser dirigent de la Federació Universitària Espanyola i membre de l'Associació Internacional d'Estudiants, així com militant de les joventuts d'Izquierda Republicana. Va freqüentar també l'Ateneo de Madrid.
Després de llicenciar-se, va treballar com a professor ajudant a la càtedra de Dret Romà de la Universitat de Madrid, i posteriorment obtingué, per oposició, una plaça d'oficial lletrat en el Congrés dels Diputats.
Amb la victòria del Front Popular el febrer del 1936, va ser nomenat governador civil de La Corunya (10 d'abril de 1936), sembla que per l'amistat que Santiago Casares Quiroga li tenia. En el cop d'estat que va donar lloc a la Guerra Civil, es va oposar als revoltats ordenant defensar la seu del Govern Civil amb uns quants militars lleials al govern de la República i Guàrdies d'Assalt. No obstant això, la desproporció de forces el va portar a la rendició, el dia 20 de juliol a les 18.30 hores. Pérez Carballo va ser detingut pels rebels i afusellat quatre dies després, juntament amb el comandant Quesada i el capità Tejero, que havien fet front a la revolta des de l'edifici del Govern Civil.
La seva esposa, la intel·lectual, conferenciant i bibliotecària Juana Capdevielle, en avançat estat de gestació, després de la declaració de l'estat de guerra es va refugiar a casa de l'apotecari López Abente. No obstant això va ser detinguda i, en assabentar-se de l'assassinat del seu marit, va sofrir un atac de nervis que li va produir un avortament, mentre era atesa a la presó pel metge i militant d'Unió Republicana José García Ramos. Va ser posada en llibertat, però a mitjans d'agost va ser segrestada per grups paramilitars de la Falange, violada i assassinada, i el seu cos fou abandonat en un paratge prop de Rábade.